# Gonatium rubellum
Gonatium rubellum là một loài nhện trong họ Linyphiidae. Chúng được John Blackwall miêu tả năm 1841.